# Milagro (Spagna)
Milagro è un comune spagnolo di 2 676 abitanti situato nella comunità autonoma della Navarra.